# Аннино (Выхино-Жулебино)
Аннино — бывшая деревня в Московской губернии, затем в Московской области, располагавшаяся к востоку от Москвы на правом берегу Верхнего Кузьминского пруда. Включена в состав Москвы в 1960 году.

## История
В ходе археологических раскопок 1998 года экспедицией Института археологии РАН на этом месте были обнаружены остатки жилой постройки с печью каменно-глинобитной конструкции, а также фрагменты стеклянного браслета и керамики. Радиоуглеродный анализ последних показал, что поселение на берегу реки Голедянки (условно названное 4-м Кузьминским селищем) возникло не позднее XI века. 
В XVIII веке на месте урочища было построено новое поселение, состоявшее из четырёх дворов и было названо в честь баронессы Анны Александровны Голицыной, супруги генерал-поручика князя Михаила Голицына. Деревня Анино располагалась вдоль аллеи, ведущей на восток от усадьбы Кузьминки и имела геометрически ровные очертания.
Деревня была покинута и разграблена к 1931 году. В окрестностях деревни было организовано огородное поле при 2-м отделении Совхоза им. Моссовета, примыкавшее к северно-восточным подходам парка «Двенадцать лучей» и ограниченное с севера заболоченными оврагами. В 1964 году 2-е отделение Совхоза им. Моссовета было ликвидировано в связи с началом застройки квартала 127-го «А» Выхино, а остатки деревни вместе с заброшенным огородным полем — в 1969 году, в ходе реконструкции магистральных ЛЭП «Ногинск — Чагино» и «Борисово — Баскаково» и строительства теплотрассы.